# Dexosarcophaga montana
Dexosarcophaga montana är en tvåvingeart som beskrevs av Guilherme A.M.Lopes 1975. Dexosarcophaga montana ingår i släktet Dexosarcophaga och familjen köttflugor. Inga underarter finns listade i Catalogue of Life.